# Charles-Moïse Briquet
Pour les articles homonymes, voir Briquet (homonymie).
Charles-Moïse Briquet, né à Genève le 29 août 1839 et mort dans la même ville le 24 janvier 1918, est un historien des filigranes et du papier européen du Moyen Âge et de la Renaissance.
Issu d'une famille de Châlons-sur-Marne qui a émigré à Genève vers 1724 pour cause de religion, Charles-Moïse, second fils de Barthélemy-Marc Briquet et de Jeanne-Louise-Élisabeth Pâris, naît à Genève le 30 août 1839. Son père, par tradition familiale, vivait du commerce des livres et de la papeterie.

## Son enfance
C.-M. Briquet fut élevé au sein d'une famille protestante dont l'honnêteté et la piété étaient les deux piliers de l'éducation. Très studieux, le milieu négociant lettré dont il était issu, le poussa vers le goût de la littérature. Il suivit un enseignement dans une école lancastérienne alors très à la mode à Genève. Il partit en 1848 pour le Grand-duché de Bade où il alla continuer ses études en pension chez le pasteur Haag[Lequel ?] en vue d'apprendre l'allemand. De retour à Genève en 1850, il entra comme élève dans une école ouverte par son oncle Alphonse à Plainpalais et y resta jusqu'en 1854. Il voulait continuer ses études mais son père le destinait lui et son frère Édouard au commerce. Il le fit entrer en apprentissage dans une maison de parfumerie où il resta deux ans.

## Les débuts professionnels
En novembre 1856, Il quitta la maison familiale pour commencer sa carrière professionnelle dans la fabrique de papier de la Bâtie (près de Genève) alors tenue par M. Guex. Il compléta ses connaissances techniques en s'initiant à la fabrication du papier, ce qui lui fut plus tard d'une grande utilité pour ses recherches paléographiques. En novembre 1857, fort de cette expérience, il rentra chez son père comme employé puis comme associé à partir de 1860. Sa période d'apprentissage de 1854 à 1857 fut également pour lui l'occasion d'un approfondissement de ses études en suivant des cours de science. Il avait épousé entretemps (en 1866) Caroline-Marguerite Long, mariage dont il n'eut aucun enfant. 
Pendant 20 ans, Charles-Moïse consacra sa vie aux affaires de la papeterie et à ses loisirs (alpinisme) et ne se mit à la retraite que le 1er janvier 1887.

## L'homme d'affaires et le citoyen
Sa carrière fut remplie et tout aussi occupée que sa période d'étude. En plus du commerce du papier, il s'occupa de la maison d'édition de Jean Dubois : acquise à la mort de ce dernier, elle produisait des vues lithographiées de Suisse. Améliorant les techniques d'impression, il s'inspira également des connaissances géographiques qu'il avait des Alpes suisses. 
Charles-Moïse était un patron plutôt attentionné et respecté de ses employés. Il gérait son entreprise comme un père s'occupe de sa famille. Nombre de ses anciens employés s'installèrent ensuite à leur compte en Allemagne, en Suisse et en France.
Ses fonctions et sa position l'amenèrent à s'occuper de charges citoyennes dans sa ville natale. Il fit d'abord partie de la Société de prévoyance pour l'Hiver, fondée en 1850 à Genève : il en fut le collecteur puis le secrétaire dès 1856. En 1884, il entra dans la Ligue suisse contre l'Eau-de-Vie luttant contre l'alcoolisme et en fut le secrétaire jusqu'en 1888. Il s'occupa également d'une maison du travail dont la mission était de fournir des occupations à des ouvriers et ouvrières au chômage. 
Il fut appelé par le conseil d'État, en 1890, pour étudier la question de l'enfance abandonnée. Travail qui aboutit à un projet de loi du Grand Conseil du canton de Genève. Parallèlement, il fit partie de la Société de secours et d'apprentissage en 1892-1893. Il fut également membre de l'Association des intérêts du Commerce et de l'Industrie de Genève. Il s'affilia à la Société des Arts de Genève dont il reçut la médaille d'argent en 1896 pour ses services de trésoriers. Son intérêt pour la politique le mena dans les milieux de Genève sans se présenter à quelque élection. Il fut actif dans les milieux religieux de sa ville faisant partie de l'Union Nationale Évangélique.

## L'historien et le paléographe
Après avoir dressé pour son usage personnel un tableau de l'état de l'Modèle:Industrie papetière commerce de la papeterie en Suisse, il se questionna rapidement aux questions des origines. Il commença en 1878 un travail qui l'absorbera jusqu'à sa mort. Ne trouvant aucun renseignement sur la papeterie suisse au Moyen Âge, il commença des recherches.
Il publia d'abord une Notice historique sur les plus anciennes papeteries suisses (1883-1885). Dès lors, Charles-Moïse se rend compte de l'utilité d'étudier des filigranes pour dater le papier. Il s'efforce ainsi d'établir des notices claires, précisant les lieux, les dates et les figures les plus courantes. Il essaye de dater l'apparition d'un filigrane. Il montre, à travers l'exemple suisse que le papier ne remontait pas avant 1275. Dans les deux articles suivants La légende paléographique du papier de coton et dans ses recherches sur les premiers papiers utilisés en Occident et en Orient Du Xe au XIVe siècle, il aboutit à cinq conclusions :
- le papier de coton n'a jamais existé (il a étudié des échantillons au microscope, ce que les historiens n'avaient jamais fait)
- il faut se borner à classer les supports d'écriture en 3 catégories : le papyrus, le parchemin et le papier.
- les papiers de chiffe (fait avec du chiffon) sont d'un siècle plus anciens que les meilleures datations des historiens. Briquet fait remonter leur emploi au Xe siècle.
- le papier de chiffe fut d'abord utilisé en Orient et n'arriva en Occident qu'après une période de deux ou trois siècles.
- l'usage de papier filigrané n'apparaît en Occident qu'au XIIIe siècle (l'Orient ne les utilisait pas).

Ces travaux étaient donc capitaux pour la paléographie et ses conclusions furent vérifiées et confirmées par des travaux d'historiens. Grâce au microscope, deux historiens autrichiens déterminèrent que le chiffon utilisé était fait de fibres de chanvre ou de lin qui étaient collées avec de la colle à l'amidon de froment ou de blé sarrasin.
Continuant son travail, il publia en 1888 une monographie sur les papiers et filigranes des archives de Gênes où il réunit plus de 500 relevés de filigranes médiévaux.  Persistant sur son idée de datation, il écrit en 1892 De la valeur des filigranes du papier comme moyen de déterminer l'âge et la provenance de documents non datés. Par cette monographie, il suscita de nombreuses oppositions… Voyageant dans toute l'Europe et ne se décourageant pas, il accumula des milliers de relevés, aidé par sa femme. Ses travaux lui procurèrent une certaine renommée dans le milieu, au point qu'il écrivit le livret de l'exposition sur la rétrospective de l'art du papier, organisée en 1900 par le très important fabricant de papier de Rives (Isère) Augustin Blanchet. Grâce à ses travaux, il fit partie de la Société d'Histoire et d'Archéologie de Genève et devint le correspondant à l'étranger de Société nationale des Antiquaires de France. Sa vue baissant de plus en plus, Briquet sa hâta de terminer son ouvrage qu'il publia en 1907 sous le titre Les Filigranes : dictionnaire historique des marques du papier dès leur apparition vers 1282 jusqu'en 1600.

## La fin de sa vie
Il obtint en 1908 un diplôme de docteur ès Lettres de la faculté des Lettres de Genève pour son dictionnaire, geste dont il fut toujours reconnaissant. Mais la cécité le gagna bientôt complètement et il passa les dix dernières années de sa vie aveugle. Il perdit sa femme en 1912. Il passa la fin de sa vie seul mais continua de travailler, dictant ses mémoires et sa dernière monographie sur les Moulins à papier des environs de Tulle. Malade, il est mort dans son sommeil le  24 janvier 1918. Tous les documents de Briquet furent ensuite versés à la Bibliothèque de Genève où ils peuvent être consultés.

## Le dictionnaire des filigranes: présentation et méthode
Briquet a lui-même relevé plus de 40 000 filigranes dont 16 112 sont reproduits dans les différentes éditions de son dictionnaire. Ces relevés sont tous faits à la main, sur du papier calque et au crayon à dessin. Ce procédé reste le plus fiable et le plus rapide. Sa collection de relevés est maintenant disponible à la Bibliothèque de Genève, rangée par motifs dans des enveloppes.
Briquet a établi une classification de ses filigranes en fonction des figures (motifs) relevées : les armoiries, les lettres, le têtes de bœuf, les licornes… Il a relevé chaque variante, tout en ne publiant que les plus courantes. Ce répertoire permet souvent d'identifier un filigrane ou tout du moins de connaître à peu près son origine et sa date. Le dictionnaire sert bien plus à voir la diffusion des papiers : ses notices montrent notamment que les papiers italiens étaient diffusés dans toute l'Europe médiévale.
Cependant, son dictionnaire peut être critiqué sur certains points : problème de nomenclature et de classement. La terminologie est souvent de type héraldique et complique un peu les recherches pour les profanes (notamment pour les armoiries…).
Quoi qu'il en soit, une fois le filigrane trouvé, il est possible de le comparer avec un relevé effectué sur du calque : une parfaite correspondance entre les deux montre que le papier est identique.
Une version numérique du répertoire, née du travail du LaMOP (laboratoire médiévistique occidentale) de Paris, puis confiée à l'OAW (académie autrichienne des sciences) de Vienne, est aujourd'hui disponible sur le site The Memory of Paper du projet Bernstein. Par ailleurs, un nouveau grand projet de mise à jour du Dictionnaire a récemment fait les premiers pas.

## Bibliographie de C.-M. Briquet

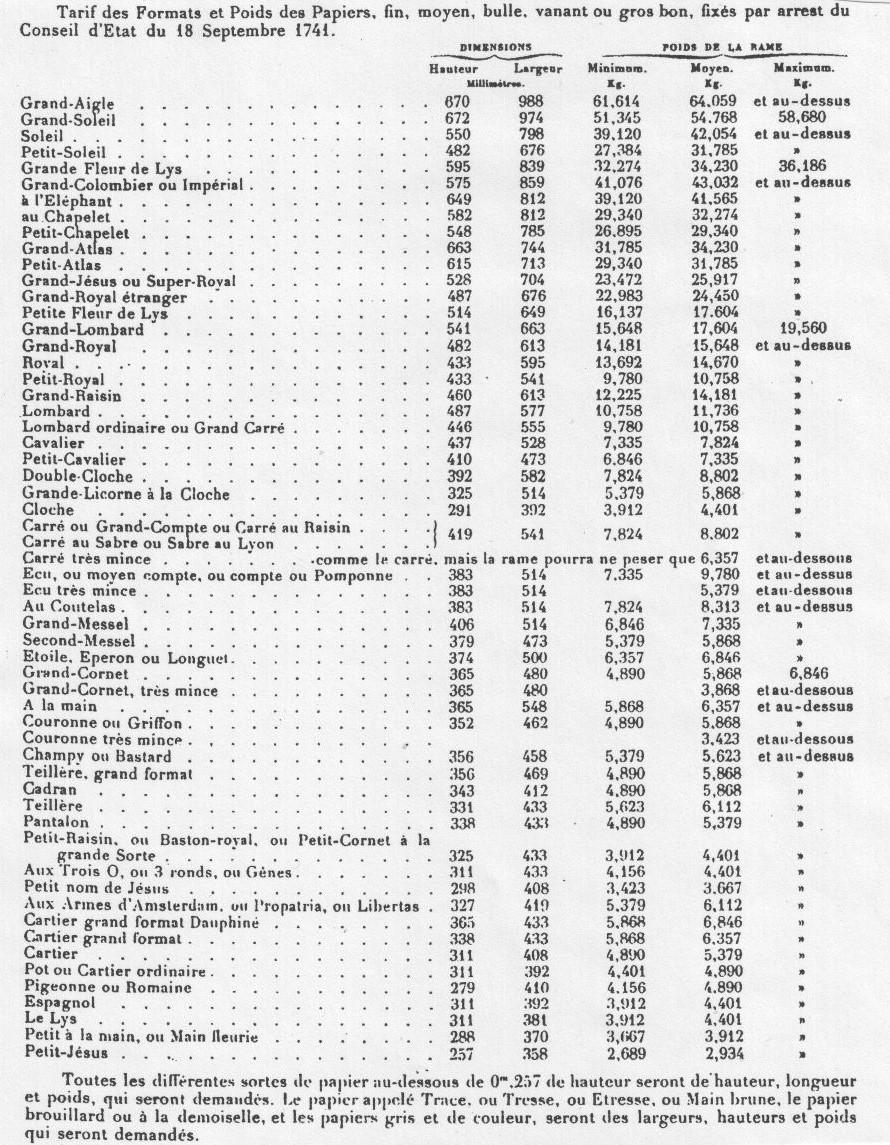
Liste des formats et poids des papiers par Charles-Moïse Briquet, Dictionnaire historique des filigranes, 1903.